# Begnagrad (альбом)
Begnagrad — дебютный альбом одноимённой группы, выпущенный в 1982 году.
Позже альбом был переиздан в 1992 году французским лейблом Ayaa Disques и в 2003 году израильским лейблом Mio Records.

## Список треков
1. Pjan Ska
2. Romanticna
3. Bo ze (Ce bo)
4. Cosa Nostra (Waltz)
5. Narodna/Kmetska
6. Coc’n Rolla (Ljubljana ponoci)
7. Zvizgovska Urska
8. Jo Di Di Jo (бонусный трек в переизданиях от Ayaa и Mio Records)
9. Thelastnewone (бонусный трек в переизданиях от Ayaa и Mio Records
10. Whistling Ursulla (запись концерта 1983 года) (бонусный трек в переиздании от Mio Records)
11. Thelastnewone (запись концерта 1983 года) (бонусный трек в переиздании от Mio Records)

## Оценки
| Оценки критиков   | Оценки критиков |
| Источник          | Оценка |
| ----------------- | --- |
| AllMusic          | 9 из 10 звёзд · 9 из 10 звёзд · 9 из 10 звёзд · 9 из 10 звёзд · 9 из 10 звёзд · 9 из 10 звёзд · 9 из 10 звёзд · 9 из 10 звёзд · 9 из 10 звёзд · 9 из 10 звёзд |
| RateYourMusic.com | 3,53 из 5 звёзд · 3,53 из 5 звёзд · 3,53 из 5 звёзд · 3,53 из 5 звёзд · 3,53 из 5 звёзд                                                                       |
| Prog Archives     | 3,80 из 5 звёзд · 3,80 из 5 звёзд · 3,80 из 5 звёзд · 3,80 из 5 звёзд · 3,80 из 5 звёзд                                                                       |

Альбом получил положительные отзывы от критиков. Франсуа Кутюр из AllMusic отметил, что «исключительно оригинальная смесь восточноевропейского фолка и сложных элементов прогрессивного рока, возможно, не всем пришлась по вкусу, но уровень энергии и необузданные чувства, переданные их первым полноценным альбомом, делают музыку более непосредственной, чем можно было бы ожидать».